# Thomas McKnight
Thomas McKnight (* 1941 in Lawrence, Kansas) ist ein US-amerikanischer Maler.

## Werk
Vor seiner Karriere als Künstler arbeitete McKnight für das Time Nachrichtenmagazin. Seinen Landschaftsbilder zeigen paradiesische Versionen der Griechischen Inseln oder der Küste Long Islands. Ebenfalls finden sich auf diesen Bildern Darstellungen von Göttern, Nymphen und Satyren.

## Dauerhafte öffentliche Sammlungen
- Nationalbibliothek, Paris
- Metropolitan Museum of Art, New York, N.Y.
- The Mississippi Museum of Art, Jackson, Ms.
- National Museum, Panama
- Smithsonian Institute, Washington, D.C.
- Tucson Museum of Art, Tucson, Az.
- Wesleyan University
- United States Department of State